# Camera d'albergo
Camera d'albergo è un film del 1981 diretto da Mario Monicelli.

## Trama
Tre giovani cineasti, Guido Bollati, Tonino Accrocca ed Emma Crocetti hanno formato il gruppo "La Svolta", che vorrebbe proporre un nuovo genere di film, "un nuovo neorealismo" come lo chiamano loro, e per far ciò nascondono delle cineprese in una camera dell'albergo Luna di proprietà del padre di una di loro (Emma), riprendendo tutto ciò che vi accade.
Si rivolgono ad uno scassato produttore cinematografico, Achille Mengaroni detto il "Menga", proprietario della Ursus cinematografica, sempre in bolletta e asfissiato dai creditori, a cui propongono di far uscire i risultati delle loro riprese, durate diversi mesi, sino al momento in cui tre giovani turiste polacche, accortesi delle cineprese, rompono tutto. Nel visionare le riprese in sede di montaggio, saranno contattati gli ignari interpreti per la necessaria liberatoria, e per alcuni di loro cambierà la vita.

## Produzione
Il film è un vecchio progetto di Monicelli mai precedentemente realizzato.

## Distribuzione
Il film viene distribuito nelle sale cinematografiche italiana a partire dal 12 febbraio 1981. In Francia esce con il titolo di Chambre d'hôtel il 24 giugno dello stesso anno. In Portogallo il film viene distribuito con il titolo Quarto de Hotel dal 10 febbraio 1983. In Ungheria il film esce con il titolo Szállodai szoba il 12 febbraio 1987. Il film è inoltre conosciuto anche con i titoli Cuarto de hotel (Argentina e Spagna); Istories tis kleidarotrypas (Grecia, titolo dell'uscita in DVD); Pokój hotelowy (Polonia).

## Accoglienza
Giovanni Grazzini, all'indomani dell'uscita del film nelle sale italiane, scrive sul Corriere della Sera: "Tra i molti film che ormai il cinema ha fatto per prendersi in giro non è certo dei più velenosi, ma la sua fune portante (il rapporto tra finzione e realtà) è tesa con humour, e annodata con occhio sagace. Può persino scapparci qualche riflessione sulla moda imperante di farsi dominare dalle immagini e di impressionare pellicola ad ogni piè sospinto."
MYmovies.it, che al film assegna 2 stelle su 5, lo definisce in modo lapidario come uno degli "ultimi conati della vecchia commedia all'italiana". FilmTv.it, che al film assegna 2,5 stelle su 5, del film scrive che "non riesce a dare consistenza alle ambizioni della dialettica fra finzione e realtà nel cinema" e che il film è sostenuto solamente dalle "gigionerie di Gassman e della Vitti a cui fa fortunatamente da contraltare la buona prova di Nestor Garay".

## Riconoscimenti
- 1981 - David di Donatello
  - Migliore attrice non protagonista a Ida Di Benedetto
  - Miglior montaggio a Ruggero Mastroianni
  - Candidatura al migliore attore non protagonista a Néstor Garay
  - Candidatura alla migliore fotografia a Tonino Delli Colli
- 1981 - Globo d'oro
  - Miglior attrice a Monica Vitti